# Josef Mocker
Josef Mocker (22. listopadu 1835 Cítoliby – 16. ledna 1899 Praha) byl český architekt a restaurátor pocházející z německy mluvící rodiny.
Byl členem České akademie věd a umění, projektoval novostavby a podílel se na mnoha dostavbách a obnovách významných chrámů a hradů. Patřil k nejvýznamnějším představitelům neogotiky, ale zároveň představoval jednoho z nejkontroverznějších architektů, neboť byl příznivcem puristického přístupu v restaurování památek. K jeho přednostem patřilo zpracování kvalitní dokumentace ke každé restaurované stavbě. Jeho restaurátorské práce ovšem již jeho současníci často kritizovali pro odklon od původního charakteru staveb. Ze svých zkušeností Josef Mocker sepsal několik publikací o problematice restaurování památek. Od jejího vzniku v roce 1883 (1884) působil v Komisi pro soupis památek Prahy a jako její člen spoluvytvářel první systém památkové péče v Čechách.

## Život

### Mládí, studia a počátky práce
Narodil se v rodině Josefa Mockera (1804–1868), sedláka v Cítolibech a jeho ženy Kateřiny (1808–1873), rozené Cywka. Již od mládí projevoval umělecké nadání. Aby si zdokonalil němčinu, pobýval po skončení povinné školní docházky, od svých čtrnácti let, u svého strýce v Lovosicích, kde se seznámil s malířem Vojtěchem Berkem, který rozpoznal chlapcovy schopnosti a navedl jej na studijní dráhu. Studoval reálné gymnázium v Litoměřicích (1849–1851) a následně v Praze (1851–1856), po maturitě pokračoval na pražské Vysoké škole technické (1856–1862) v oboru stavitelství a studium zakončil na Akademii výtvarných umění ve Vídni. Byl žákem slavných architektů jako Eduarda van der Nülla, Augusta Sicardsburga nebo Friedricha von Schmidta a pro své výborné studijní výsledky byl vyznamenán Hagenmüllerovou cenou.
První projekt, na němž se podílel, byla rekonstrukce vídeňského dómu sv. Štěpána (1864–1869), ještě pod vedením profesora Schmidta. Ten měl na svého studenta velký vliv, nadchl jej pro sakrální stavitelství a zároveň mu umožnil rychle nabýt cenné zkušenosti a dobré renomé, když ho jmenoval stavbyvedoucím při dostavbě katedrální věže. Mladý architekt jeho důvěru nezklamal a oba později spolupracovali na mnoha dalších dílech, mimo jiné při opravě Karlštejna. Absolventi Schmidtovy třídy byli především zruční kreslíři. Měli znalosti středoevropské, zejména městské středověké architektury. Jejich schopnosti a zkušenosti vycházely pouze z pozorování a popisu staveb.
Během roku 1865 absolvoval studijní cestu po rakouském mocnářství, při níž pro řadu stavebních památek vytvořil technickou kresbou základy dokumentace, které byly později souborně vydány pod hlavičkou Wiener Bauhütte. Již z této doby pochází čtyři pohledové kresby, které patří k nejstarší části podkladů pro opravu Karlštejna. Je patrné, že se Mocker učil na Vladislavském sále a na parléřovském pastoforiu z kostela svatého Bartoloměje v Kolíně. Kresby vzniklé z této cesty později využil pro návrhy rekonstrukcí i pro vlastní tvorbu.

### V Děčíně a severních Čechách
V roce 1869 se vrátil do Čech a byl zaměstnán ve stavební kanceláři hraběte Františka Antonína Thuna v Děčíně. Současně působil jako učitel stavitelství a kreslení na hospodářské škole v Libverdě. Vedl stavbu novogotického kostela sv. Jana Nepomuckého, thunovské hrobky v Chrástu a vily Waldstein (jeho první samostatné dílo) v Horním Žlebu, navrhl plány pro novou budovu gymnázia v Litoměřicích a Mladé Boleslavi. Zabýval se též plány na rekonstrukci kostelů sv. Bartoloměje v Kolíně a sv. Mikuláše v Lounech. Pro podnikatele Františka Hýru upravoval lounský kostel sv. Petra na rodinnou hrobku, ale práce nebyly dokončeny, neboť v roce 1873 došlo ke krachu na vídeňské burze, který Hýru přivedl k bankrotu. Nerealizoval se ani jeho návrh kašny na náměstí, která měla být ozdobena sochou Benedikta Rejta. Z prvotních realizací tak zůstává jako nejvýznamnější přestavba hrobky rodiny Thunů v Děčíně.

### V Praze
V roce 1872 hrabě Thun přivedl Josefa Mockera do Prahy, kde se od 17. května 1873 stal stavitelem svatovítské huti, namísto zemřelého Josefa Krannera, a začal pracovat na svém životním díle, dostavbě svatovítské katedrály. Do svatovítské huti byl přijat Jednotou pro dostavění katedrály na doporučení hraběte Thuna a profesora Friedricha Schmidta. Schmidt o svém žákovi napsal: „Tohoto svého Mockera jsem zjevně vlastně vychoval pro místo, o které tu jde, a odvažuji se směle říct, že v rakouském císařství nelze najít vhodnějšího a užitečnějšího muže pro toto postavení.“ Po příchodu do Prahy se Josef Mocker stal členem Spolku inženýrů a architektů (SIA) a obratem se zapojil do odborných diskusí a přednášek. V letech 1873–1876 psal posudky na pražské stavební projekty včetně městské kanalizace, sanace židovského města a podílel se i na vzniku nového městského stavebního řádu v roce 1878.
Mockerova představa dostavby katedrály se výrazně odlišovala od Krannerova konceptu. Hned v prvním roce svého působení předložil nový ambiciózní plán, navazující na původní Parléřovské pojetí. Jednota pro dostavění katedrály však tento plán odmítla a označila jej za přemrštěný a nehospodárný. Mocker se však své koncepce nechtěl zcela vzdát, a tak v roce 1877 předložil přepracovanou verzi: tu Jednota nakonec schválila. Oproti plánu svého předchůdce tak uskutečnil regotizaci celé stavby a přidal chrámu dvojici věží, čímž mu vtiskl požadovanou monumentalitu a zbavil jej dojmu nehotovosti a roztříštěnosti. Mockerova dostavba spojila práci předchozích stavitelů a vnesla do celku katedrály tolik potřebnou jednotu; konečně se podařilo proměnit polostředověké torzo do dnešní podoby.
Po jeho smrti se prací ujal Kamil Hilbert; Mockerovy plány nebyly zcela realizovány. Nedošlo zejména k regotizaci tzv. Velké věže, která si tak uchovala barokní charakter.

### Závěr života
Josef Mocker zemřel 16. ledna 1899 po dlouhé nemoci; jako příčina smrti je uvedena celková sešlost (marasmus). Uvádí se též, že zemřel na chronické selhání ledvin,[zdroj?] případně že se nachladil v prosinci 1898 během oslav 50. výročí nástupu Františka Josefa I. na trůn a zemřel po krátké nemoci. Pohřben byl 19. ledna na vyšehradském hřbitově. Ve svatovítské katedrále je nad jeho bustou do kamene vytesán následující text:
| „                                                            | Josef Mocker, narozený 22. listopadu 1833 Citolibech u Loun, činný od r. 1864 do 1869 ve stavební huti vídeňské, ujal se roku 1872 díla na dómě pražském. Položiv 1. října roku 1873 základní kámen k novostavbě, dovršil 15. října roku 1892 dle vlastního návrhu západní věže. Zvednuv pak ještě roku 1898 střechu nad střední lodi, jejíž zdi přivedl k rovnosti, skonal 15. ledna roku 1899 | “ |
| — Kamenná deska nad bustou J. Mockera ve Svatovítském chrámu | |   |

### Rodina a osobní život
Mockerové byli původem selská, německy mluvící rodina z Nechranic. Architekt Josef Mocker, který pocházel už z druhé generace, vyrůstal v prostředí převážně česky mluvících Cítolib a cítil se být především Rakušanem. V poměrně vypjaté atmosféře nacionálních rozepří konce 19. století to znamenalo, že si vysloužil kritiku jak z řad českých Němců, tak Čechů. Mnozí Němci jeho chování označovali za pročeské, mnozí Češi jej zase odsuzovali pro jeho přílišnou příchylnost k církevním a aristokratickým kruhům. Z důvodů národnostních třenic mu ústecká německá městská rada dokonce neumožnila dostavět kostel Nanebevzetí Panny Marie, na němž 15 let pracoval.
Josef Mocker měl sestru Karolínu (provdanou Drastíkovou) a čtyři bratry. Starší bratr František (10. 8. 1830 – 18. 3. 1873) sloužil jako nadporučík u 36. pěšího pluku. Prostřední bratr Adolf Mocker (30. 8. 1841 – 11. 6. 1915) zastával pozici stavebního inženýra schwarzenberské kanceláře v Třeboni. Mladší bratr Václav (12. 10. 1844 – 2. 3. 1886) převzal po otci hospodářství v Cítolibech a nejmladší bratr Antonín zemřel v dětském věku (1. 3. 1850 – 20. 6. 1855).
Mockerova manželka Františka (4. 10. 1863 – 14. 2. 1941) pocházela ze starého rodu Teisingerů, který přišel do Prahy ze Štýrska v roce 1736. Teisingerové vlastnili v Karlíně stavební parcely, tzv. zahrady. Ve svém domě na místě dnešního Masarykova nádraží v Dlážděné ulici provozovali Teisingerové od roku 1819 divadlo.  Manželé Mockerovi se vzali 23. 2. 1884, bydleli v budově Starého proboštství na Pražském hradě a měli spolu dcery Josefinu (1885) a Annu (1891) a syna JUDr. Františka Mockera (1889).
O osobním životě Josefa Mockera existuje jen málo informací. Při stém výročí architektova narození vyšla série ostře kritických článků profesora Zdeňka Wirtha; vdova Františka pod jejich vlivem údajně zničila část osobní korespondence. Z pozůstalosti, představující původní studie a plány, cestovní skicáře, akvarely z cest po Itálii a celou obsáhlou knihovnu, se dochovaly jen zlomky.

## Dílo

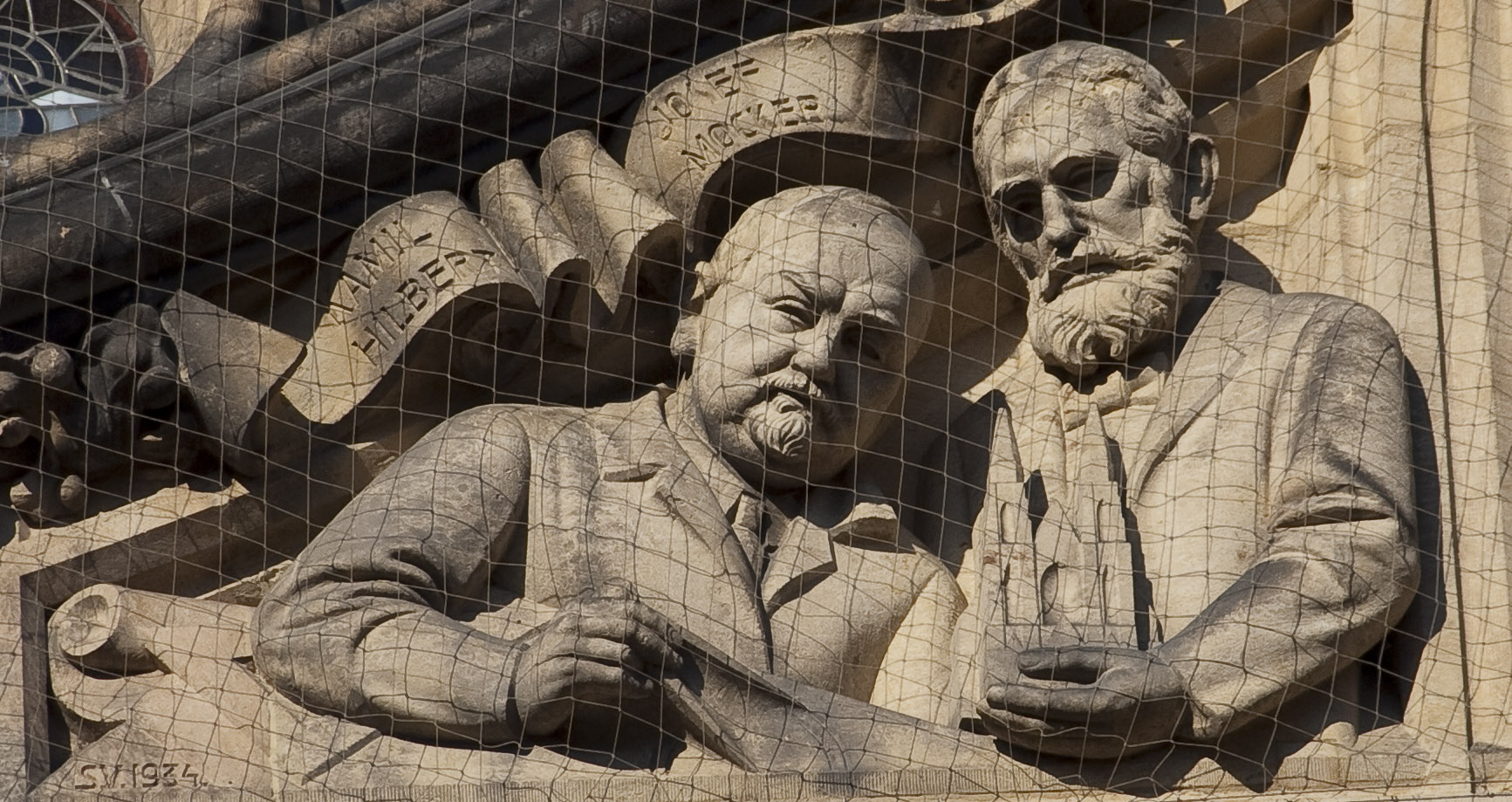
Kamil Hilbert a Josef Mocker na průčelí Katedrály svatého Víta

Dostavba Katedrály svatého Víta je považována za hlavní dílo Josefa Mockera. Významně se také zasloužil o rekonstrukce a dostavby řady historických památek na celém území Čech. Mockerovy novostavby představují jen malou část jeho díla. Byl to stavitel mimořádně pracovitý, svědomitý a mnohostranně zaměřený. Kromě své specializace (gotická a novogotická architektura) se zabýval i projekty běžných obytných a hospodářských budov, především na začátku své profesní dráhy. Podobně jako jiní sakrální architekti 19. století se věnoval i návrhům uměleckého inventáře (oltáře, lavice, bohoslužebné náčiní, vitráže, liturgické textilie apod.), které měly dotvářet celkový dojem historizujícího interiéru. Jeho opravám vždy předcházel zevrubný průzkum a pečlivé zpracování dokumentace, kdy ke každé stavbě vypracoval kolem stovky plánů. Ve své době byl považován za kvalitního a pečlivého restaurátora, ctí se jeho znalost parléřovské gotiky a důraz na kvalitu provedení. Soudobé uznání dokládá i řada vyznamenání, která během života obdržel. Z nejvýznamnějších lze jmenovat dvě ocenění Akademie výtvarných umění ve Vídni, titul c.k. vrchní stavitelský rada (1897), císařský Řád železné koruny nebo papežský Řád sv. Řehoře Velikého (1888), oba spojené s povýšením do rytířského stavu.

### Restaurace a dostavby v Praze
- Staronová synagoga
- Prašná brána (dokončeno 1888)
- Katedrála svatého Víta, Václava a Vojtěcha (1873–1899)
- Chrám sv. Štěpána
- Kostel svatého Jindřicha a svaté Kunhuty
- Chrám sv. Apolináře na Větrově
- Chrám sv. Petra na Poříčí
- Bazilika sv. Petra a Pavla
- Malostranská mostecká věž (1874–1878)
- Staroměstská mostecká věž (1879–1883)
- Nové proboštství na Pražském hradě (1878–1890)
- Karolinum (1879–1881)
- Jindřišská věž (1876–1879)

### Restaurace a dostavby mimo Prahu
- Karlštejn (1877–1899) – do roku 1891 pod vedením Friedricha von Schmidta[16]
- Konopiště (1889–1894)
- Křivoklát (1882–1884)
- Thunovské pohřební kaple sv. Jana Nepomuckého v Děčíně (1870–1872)
- Děkanský kostel sv. Mikuláše, biskupa v Jaroměři
- Kostel Nanebevzetí Panny Marie v Ústí nad Labem[17]
- Kostel svatého Bartoloměje v Kolíně
- Katedrála svatého Bartoloměje v Plzni (1879–1884)
- Chrám svaté Barbory v Kutné Hoře (1883–1896)
- Kostel Proměnění Páně na hoře Tábor (1896–1898)
- Kostel svatého Vavřince ve Vysokém Mýtě (1892–1899)
- Kostel svatého Bartoloměje v Rakovníku (od 1885)
- Katedrála svatého Štěpána (Stephansdom) ve Vídni (1864–1869)
- Kostel Nanebevzetí Panny Marie v Mohelnici nad Jizerou
- kostel sv. Jáchyma a sv. Anny v Jáchymově (dokončen 1876)

### Novostavby
- kostel svatého Prokopa na Žižkově (spolu s Františkem Mikšem)
- kostel sv. Ludmily (1888–1893) (spolu s Františkem Mikšem)
- projekt kostela sv. Markéty ve Zvoli (1894)[18]
- kostel sv. Jana Křtitele v Dolních Hbitech (dokončen 1875)
- Vila Waldstein v Děčíně (1870–1871)

## Návrhy chrámového mobiliáře
Společně s architektem Antonínem Barvitiem a malířem Františekm Sequensem patřil v roce 1875 k zakládajícím členům Křesťanské akademie v Praze, společnosti pro obnovu chrámového umění. Navrhoval novogotické monstrance, například pro Svatopetrský dóm v Brně nebo pro kostel sv. Ludmily na Vinohradech), kalichy, lavice a další stylové vybavení gotických nebo novogotických kostelů. Pod vedením pražského arcibiskupa Františka Schönborna, se členy akademie a dalšími více než tisíci poutníky podnikl roku 1887 zbožnou pouť do Říma, při níž předali papeži Lvovi XIII. četné dary a Mocker s Barvitiem byli při té příležitosti vyznamenáni Řádem svatého Řehoře Velikého. 

## Hodnocení díla
Josef Mocker zachránil několik desítek historických objektů, které byly v havarijním stavu. Ostrou kritiku své restaurátorské práce, která naplno vyvstala až po jeho smrti (zato však přetrvávala mnoho desetiletí), si vysloužil svým puristickým přístupem.
Na druhou stranu v oboru zaměřování a dokumentace památek daleko předběhl soudobou praxi památkové péče. Vždy dbal o to, aby odstraněné prvky, ať už architektonické nebo movité, byly řádně dokumentovány a bezpečně uloženy. Jeho metody dokumentace a vyhodnocování nálezů byly ve své době zcela ojedinělé. Mocker mimo jiné používal barevné odlišení stavebních fází, detailní a přesné nákresy, vyhodnocování nálezů a práci s dostupnými prameny a literaturou. Tyto a další metody jsou ve své novější podobě stále stěžejním kamenem památkové praxe.
Podle archeologa a historika Dr. Bořivoje Nechvátala mnohé Mockerovy plány a skicáře naznačují, že architekt se snažil zachovat značné množství stavebních článků z doby gotiky, jako např. u Prašné brány, které pozdější studium nesprávně považovalo za novodobé.[zdroj?]

## Ocenění díla
- 1863 Hagemüllerova cena (Akademie výtvarných umění ve Vídni)
- 1888 Řád sv. Řehoře Velikého
- 1888 čestný člen Akademie výtvarných umění ve Vídni
- 1889 Řád železné koruny III. třídy
- 1890 člen České akademie věd a umění
- řád Pro Ecclesia et Pontifice
- Zlatá medaile pro církevní umění a vědu

## Galerie

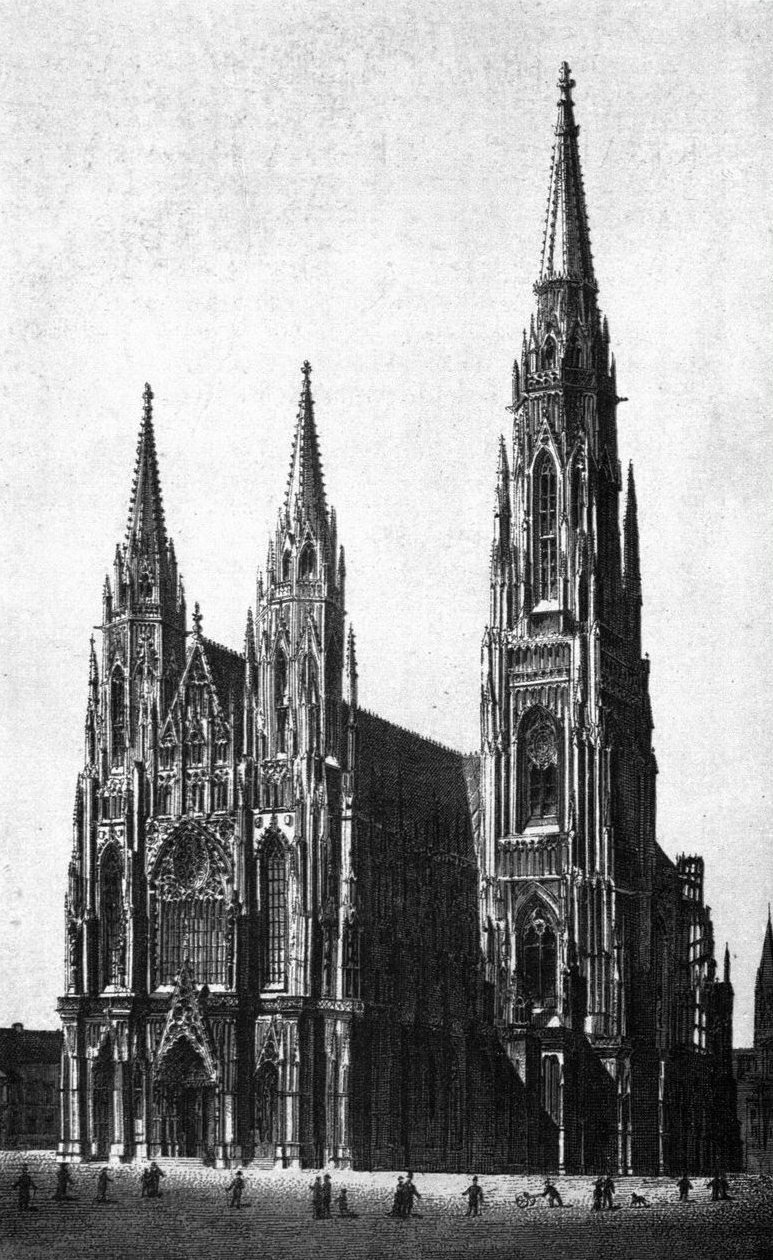
Mockerův projekt dostavby katedrály sv. Víta zahrnoval regotizaci stavby a vybudování průčelních věží
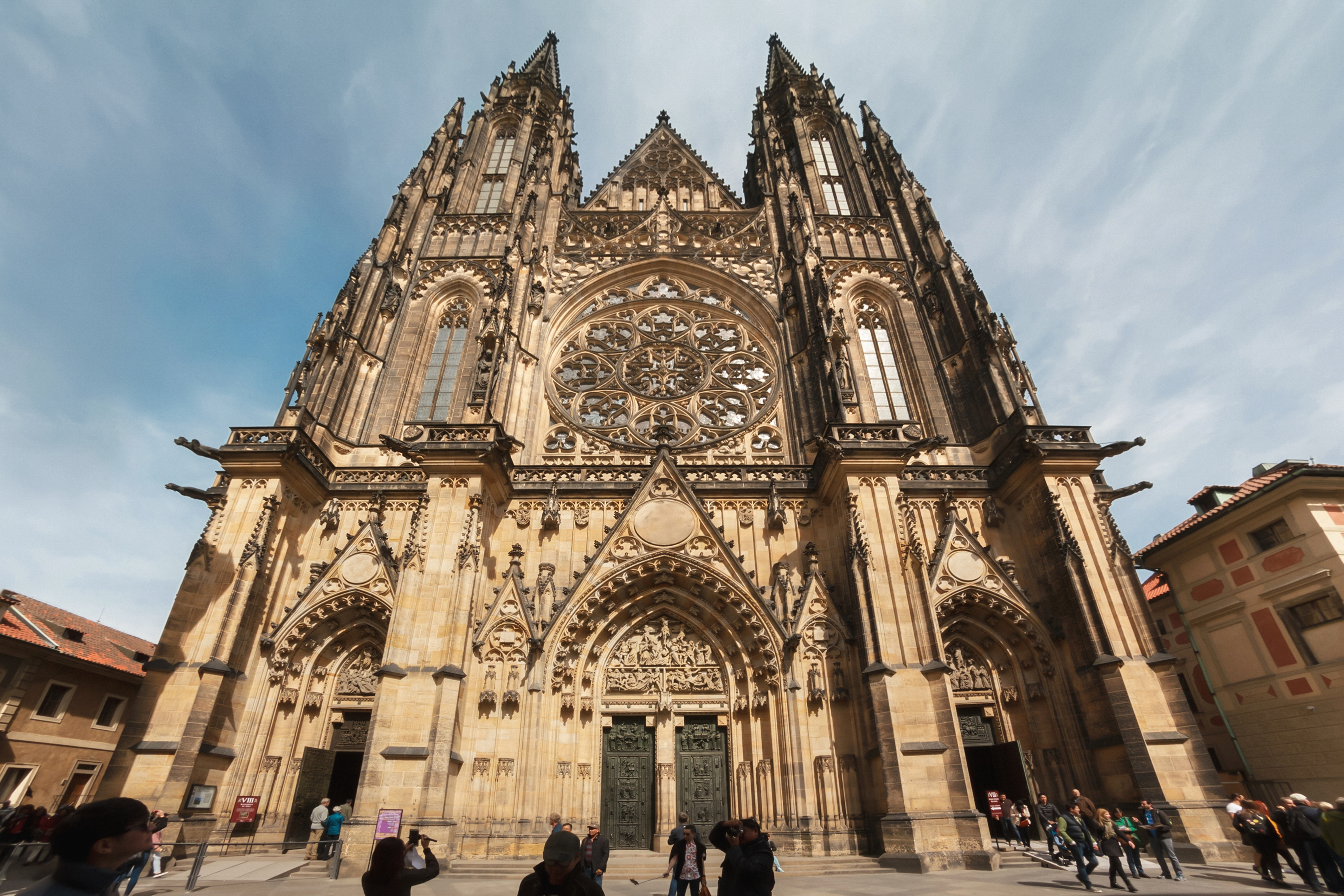
Průčelí katedrály sv. Víta, dostavba
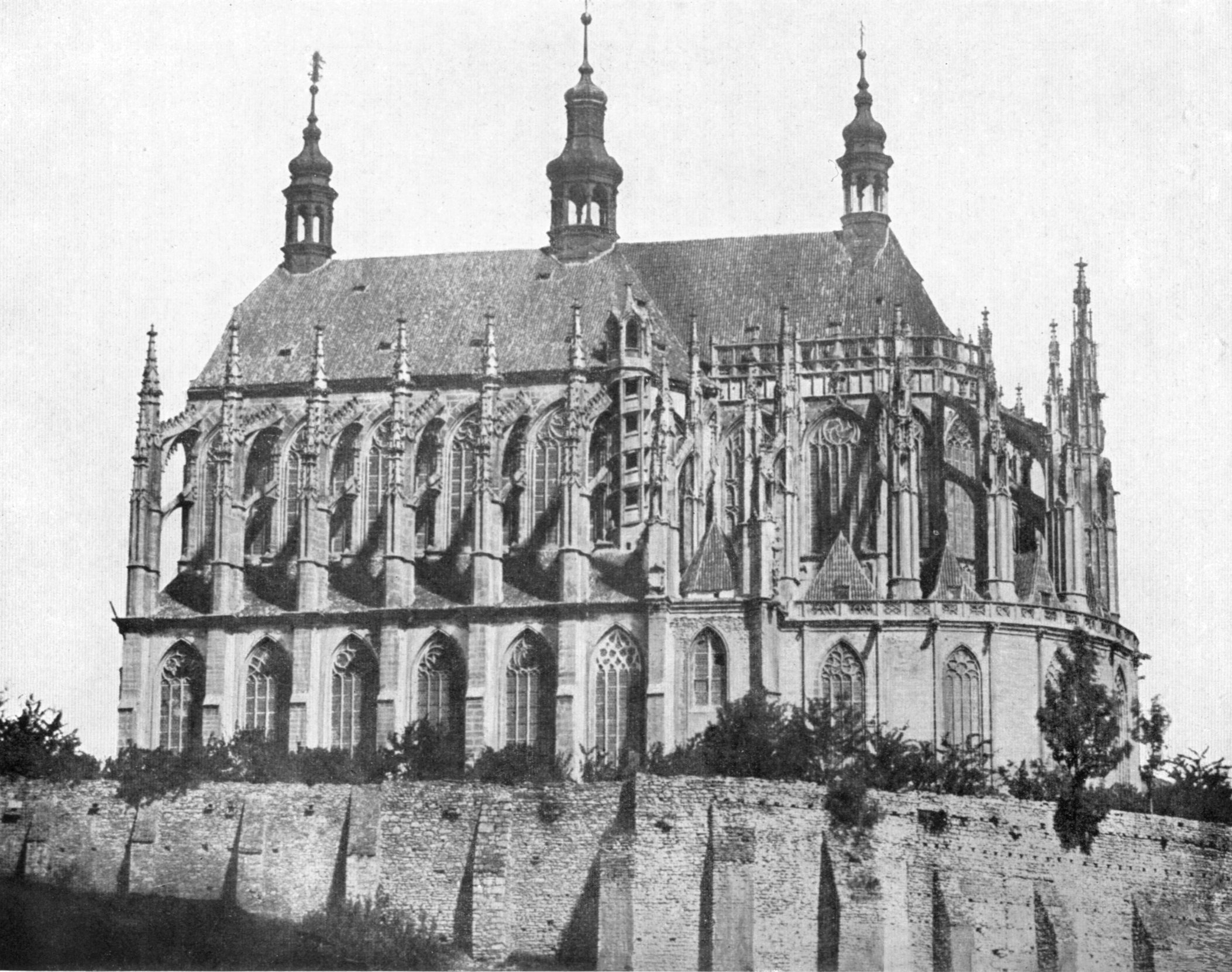
Chrám sv. Barbory v Kutné hoře před přestavbou na fotografii od Andrease Grolla (1856)
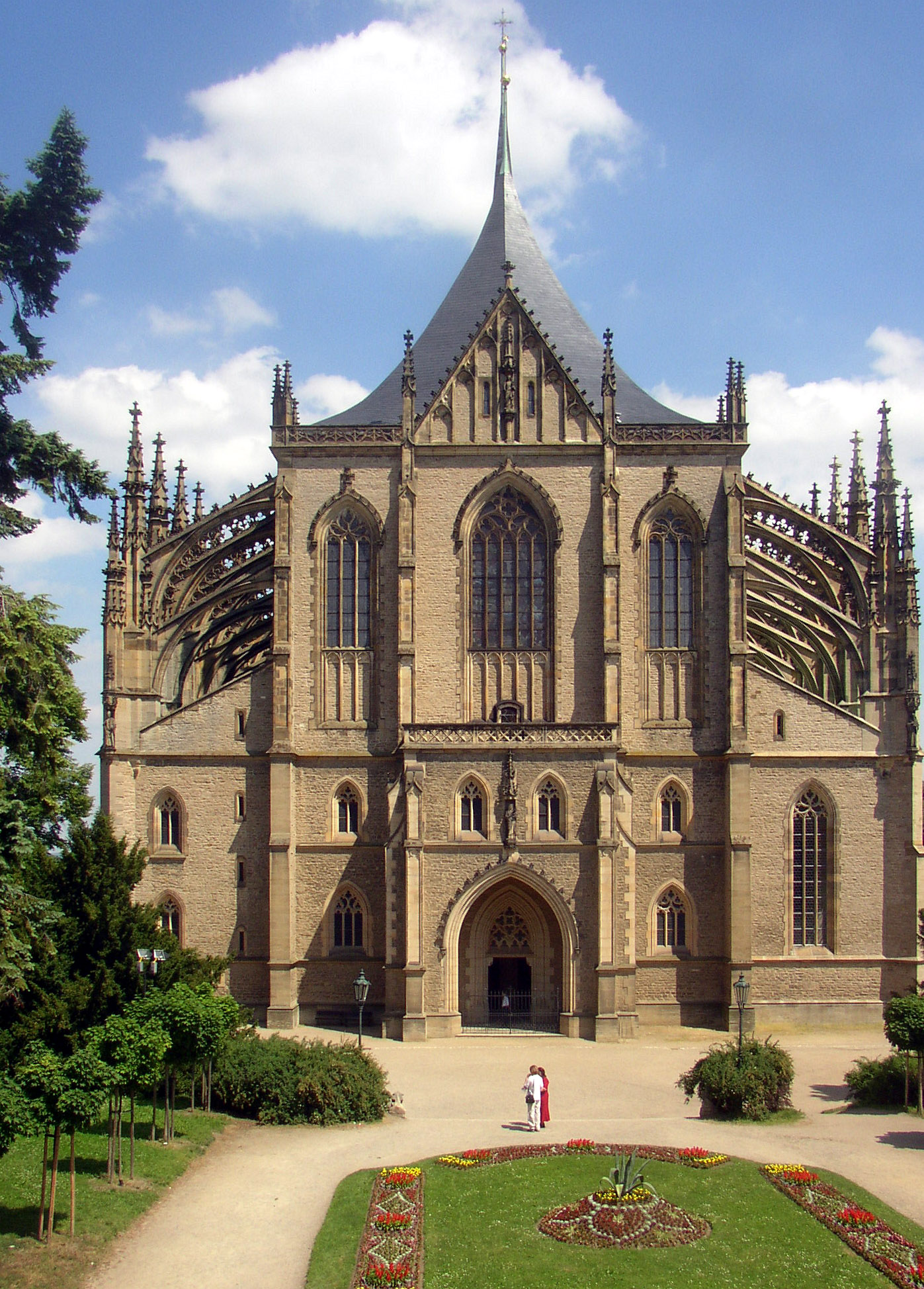
Mockerův projekt rekonstrukce chrámu svaté Barbory obnášel přístavbu jednoho obloukového pole a průčelí, obnovu pláště budovy a navrácení stanové střechy
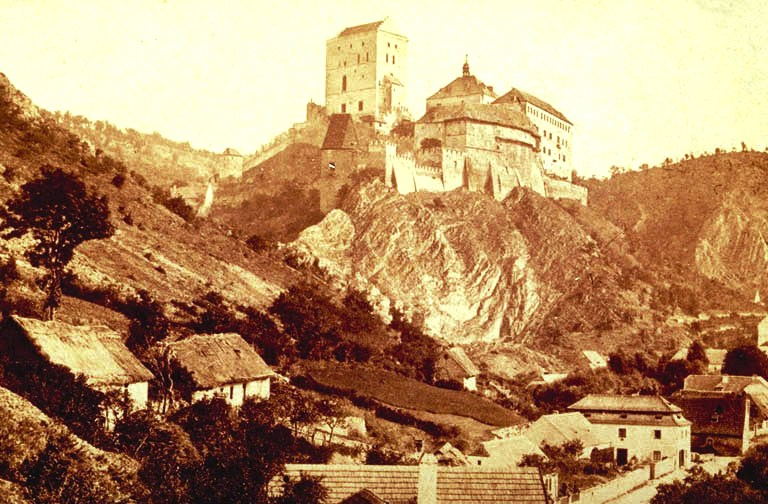
Karlštejn před přestavbou
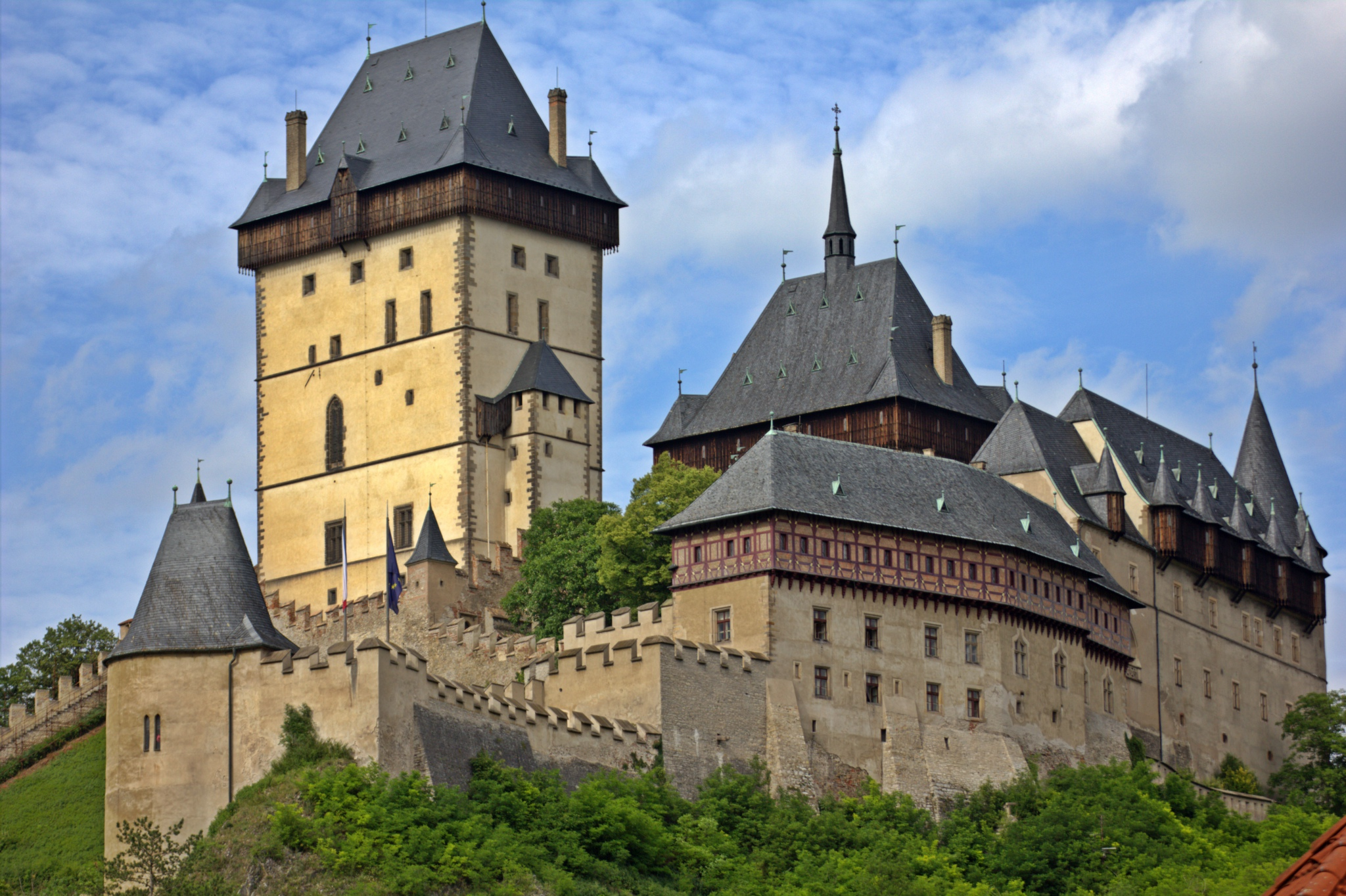
Karlštejn po přestavbě
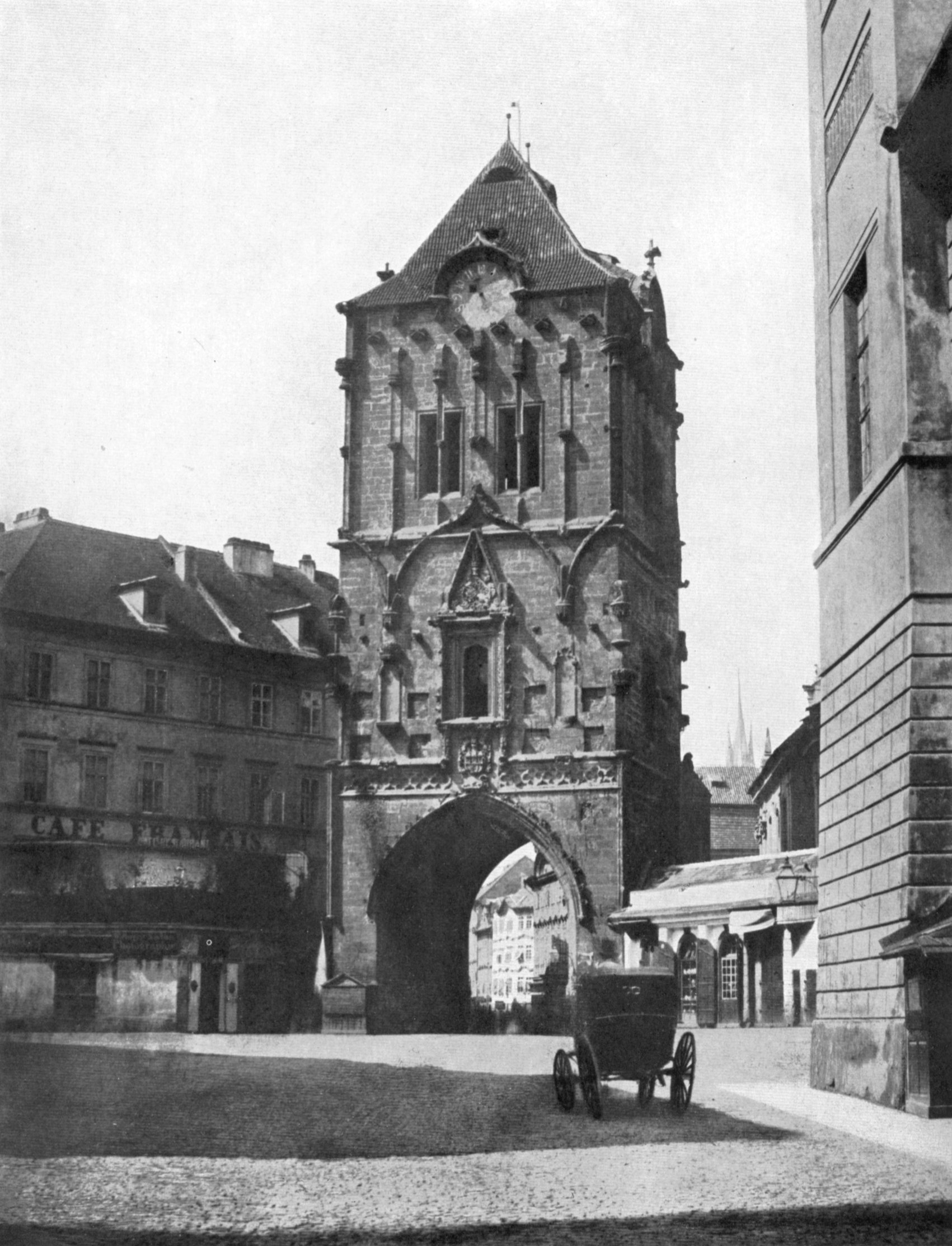
Prašná brána před přestavbou na fotografii od Andrease Grolla (1856)
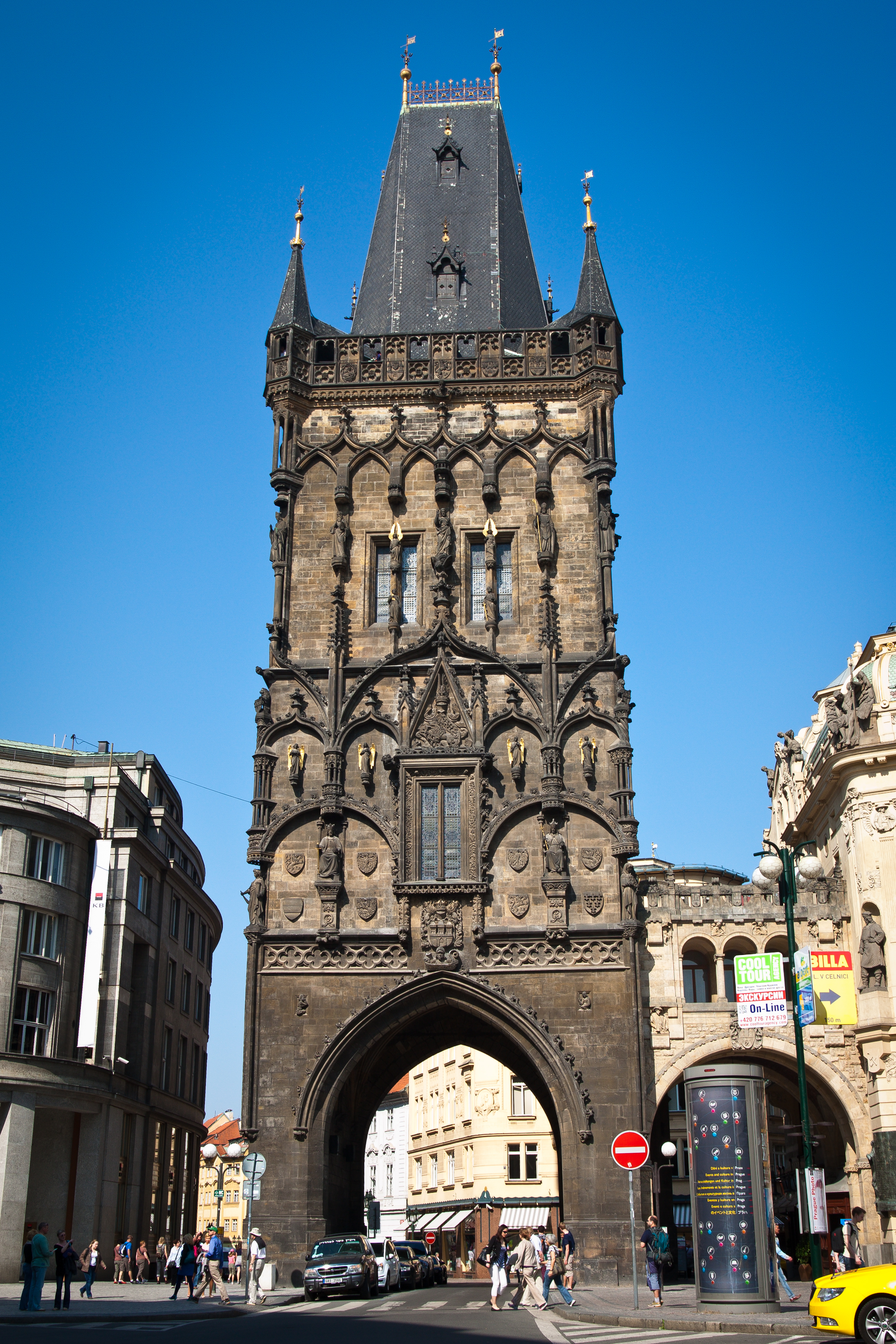
Prašná brána po přestavbě
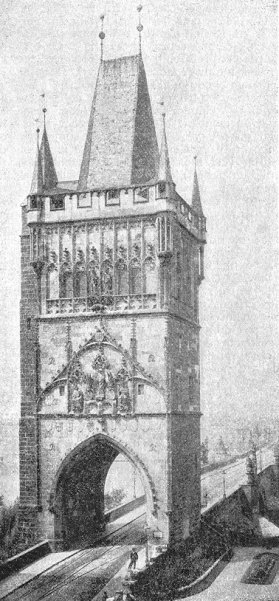
Staroměstská věž Karlova mostu po rekonstrukci
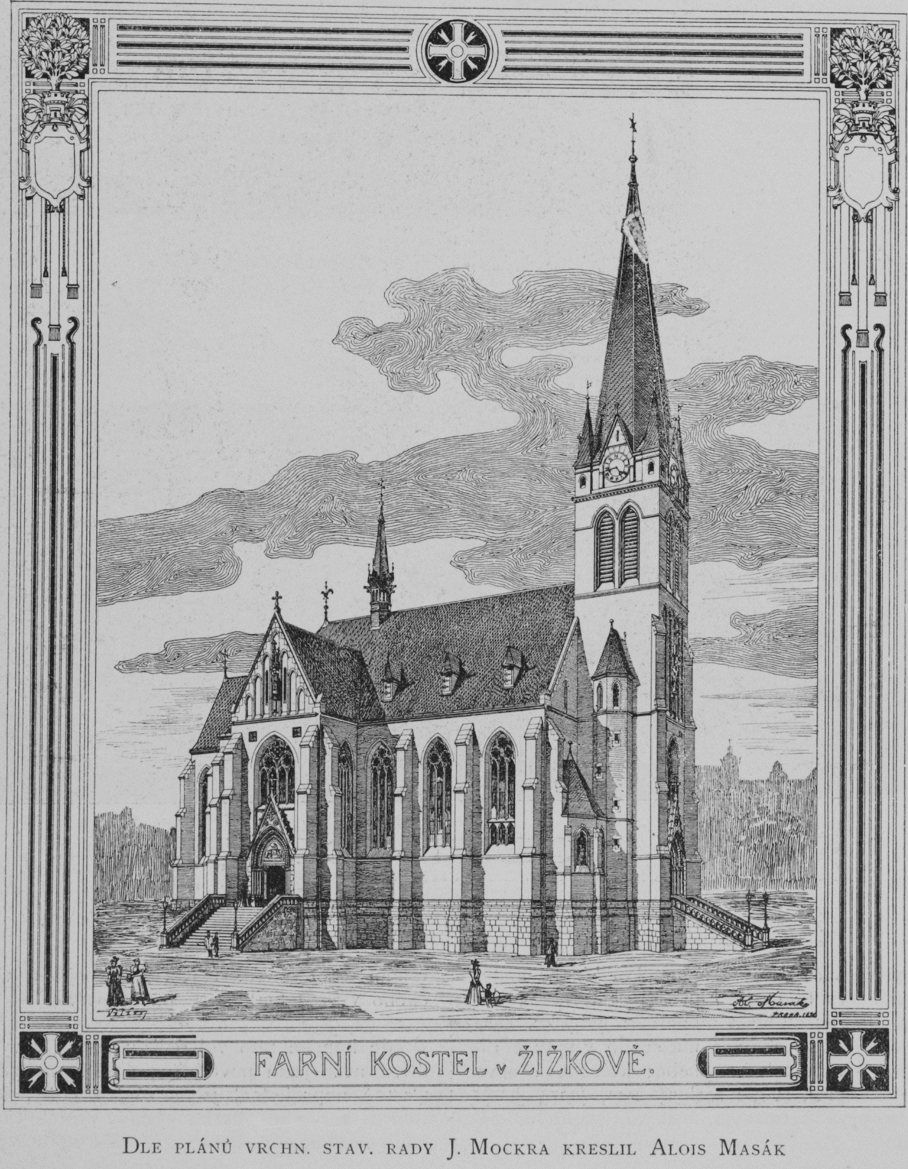
Projekt kostela sv. Prokopa na Žižkově
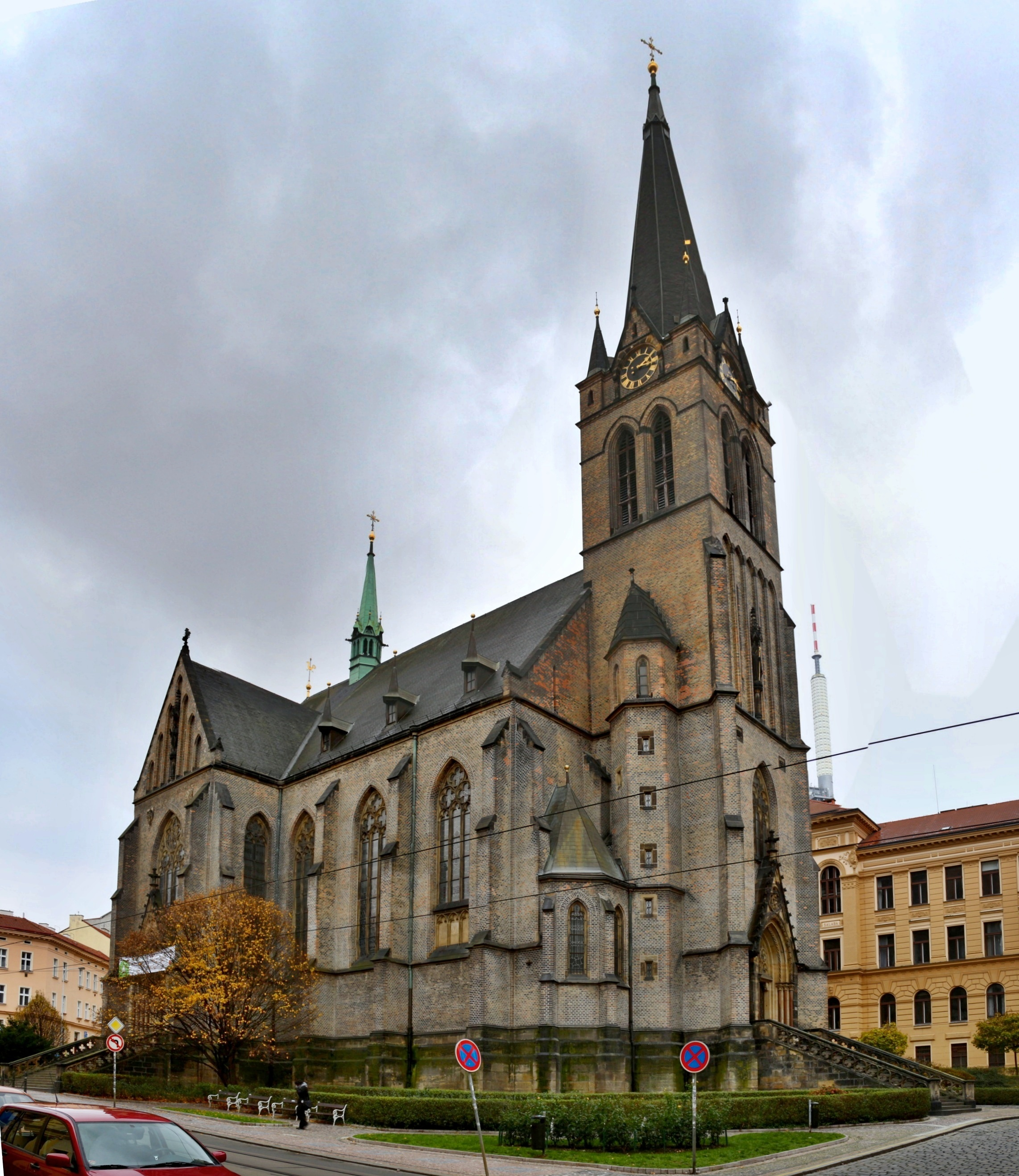
Kostel sv. Prokopa na Žižkově, novostavba
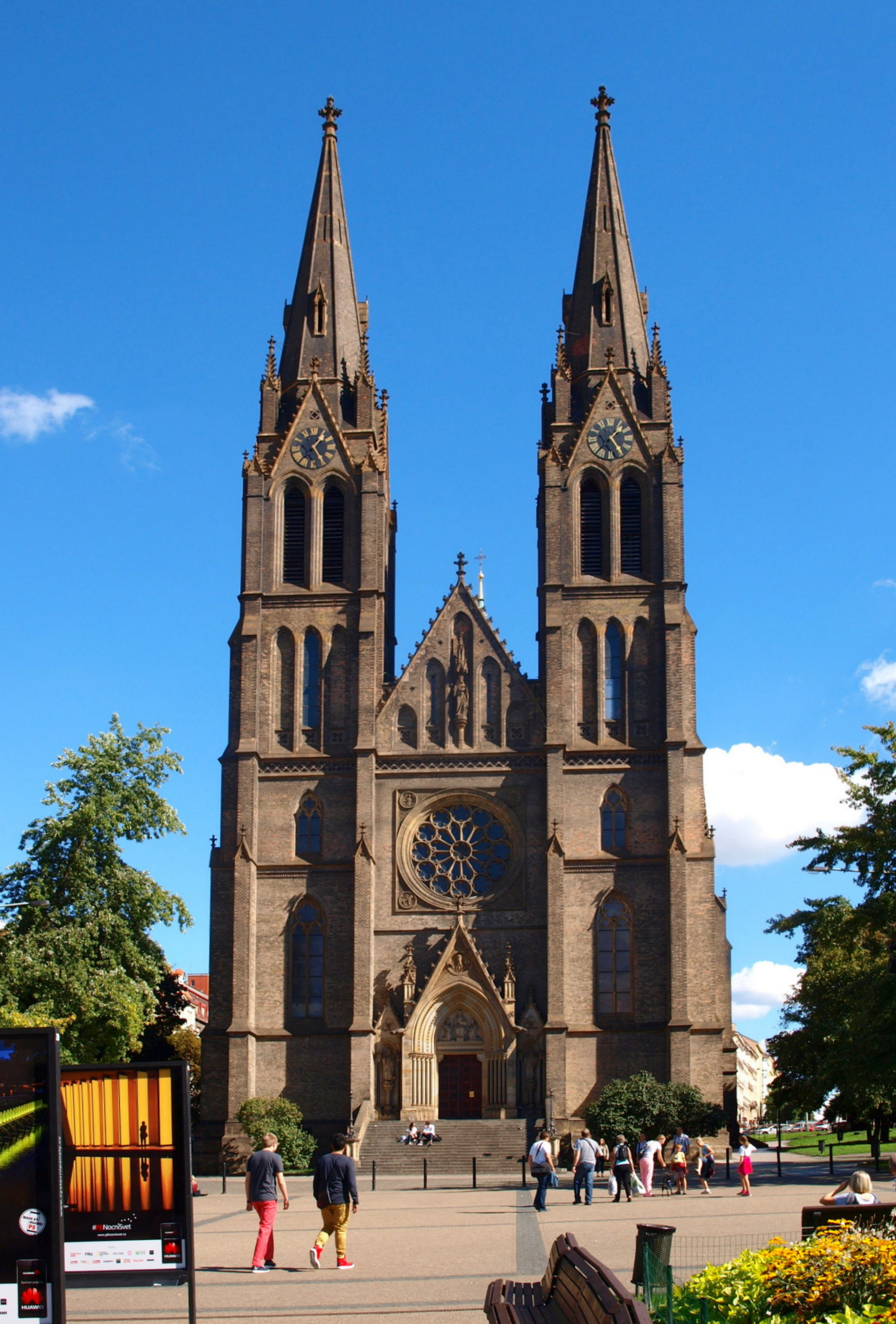
Kostel sv. Ludmily na Vinohradech, novostavba
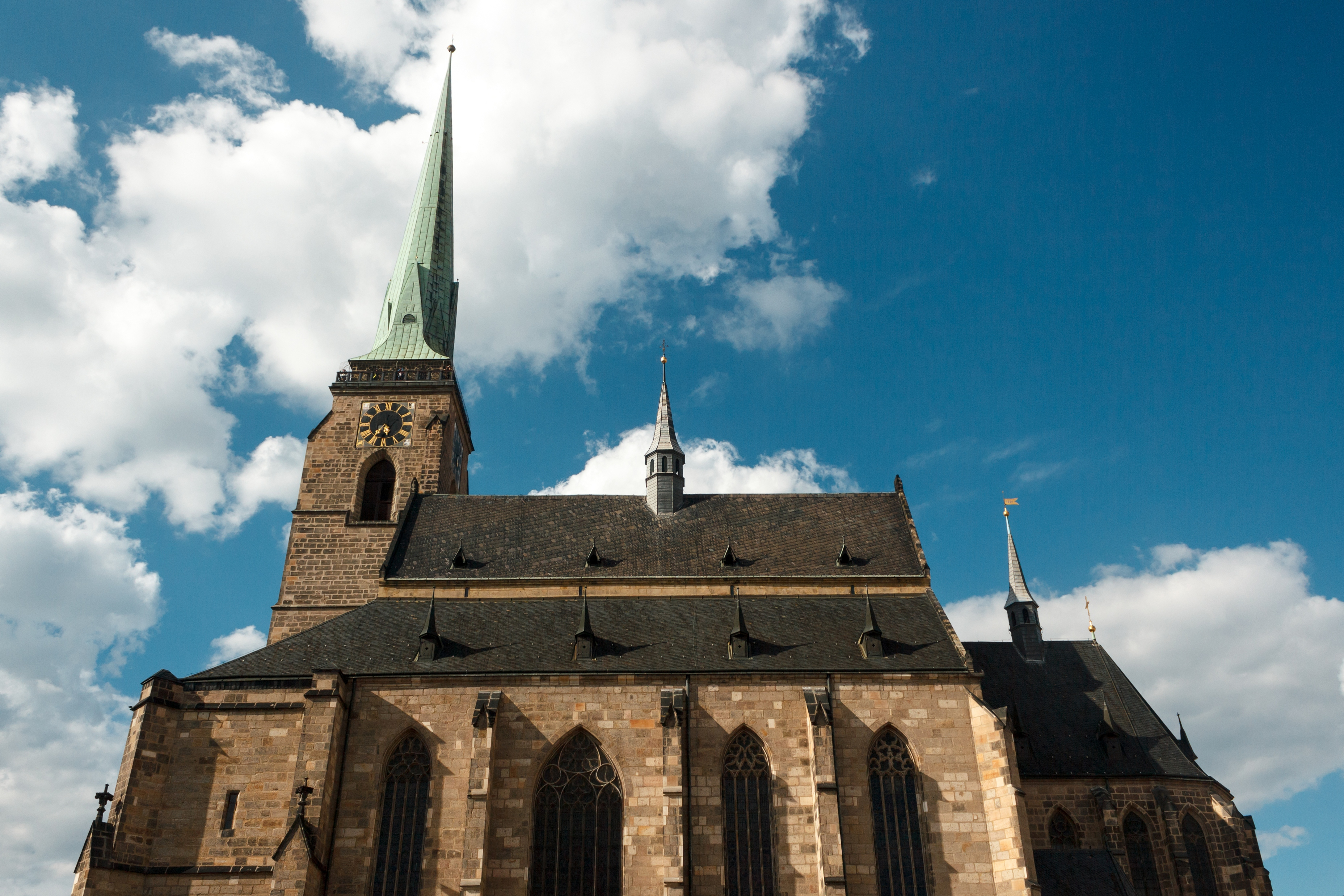
Rekonstrukce chrámu sv. Bartoloměje v Plzni zahrnovala regotizaci střechy a věže, úpravy a nové vybavení interiéru
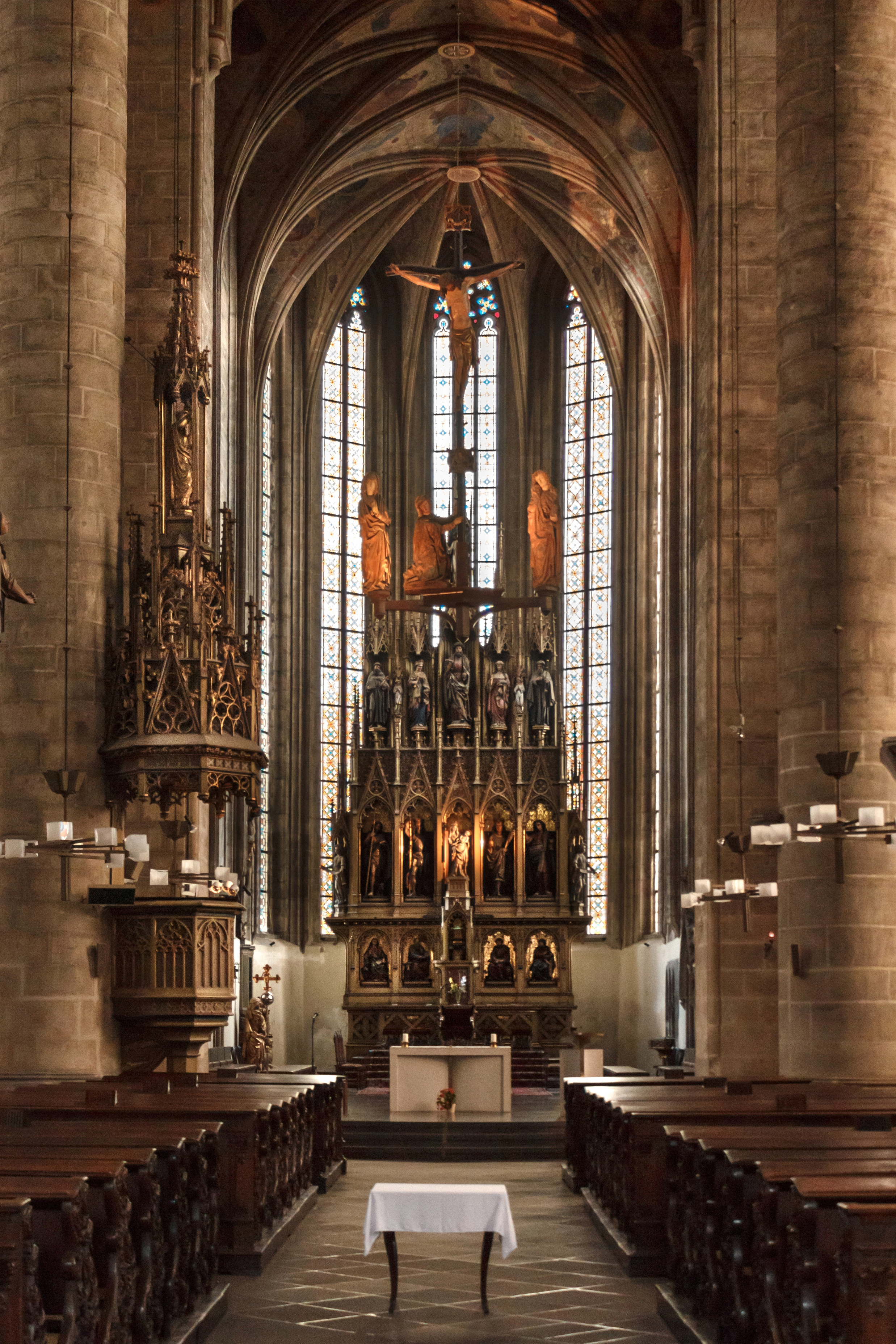
Presbytář chrámu sv. Bartoloměje v Plzni s novogotickým oltářem podle Mockerova návrhu
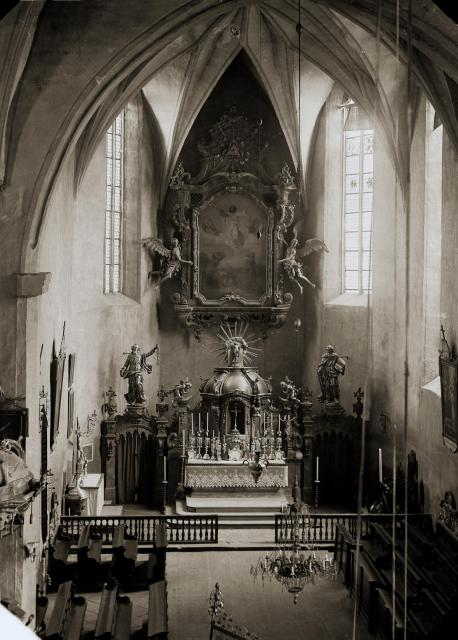
Presbytář kostela Proměnění Páně na hoře Tábor před rekonstrukcí na fotografii od Ignáce Šechtla (před. r. 1897)
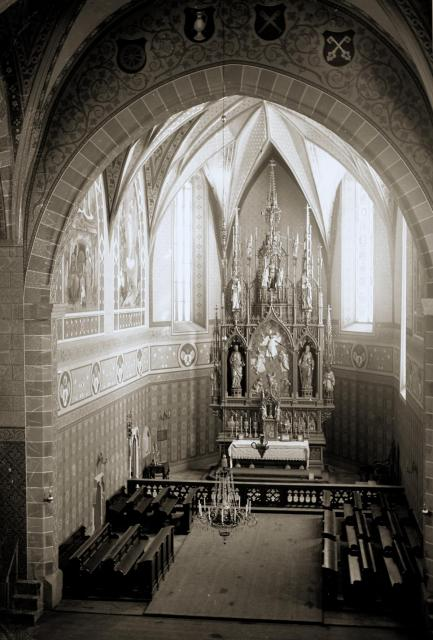
Presbytář kostela Proměnění Páně na hoře Tábor po rekonstrukci na fotografii od Ignáce Šechtla